# Varneville-Bretteville
Varneville-Bretteville település Franciaországban, Seine-Maritime megyében. Lakosainak száma 326 fő (2022. január 1.). Varneville-Bretteville Beautot, Bertrimont, Fresnay-le-Long, Gueutteville, La Houssaye-Béranger, Saint-Maclou-de-Folleville, Saint-Vaast-du-Val és Tôtes községekkel határos.

## Népesség
A település népessége az elmúlt években az alábbi módon változott:
| Lakosok száma | 313  | 314  | 327  | 324  | 329  | 328  | 327  | 326  | 326  |
|               | 2013 | 2015 | 2016 | 2017 | 2018 | 2019 | 2020 | 2021 | 2022 |